# أمام وردي (ألاداغ)
أمام وردي (بالفارسية: امام‌وردی) هي قرية تقع في إيران في قسم ألاداغ الريفي. يقدر عدد سكانها بـ 118 نسمة بحسب إحصاء 2016.